# Friedrich Sigmund Kohler
Friedrich Sigmund Kohler (* 24. April 1795 in Nidau; † 29. Januar 1871 in Bern) war ein Schweizer Politiker und Richter. Von 1831 bis 1840 war er Regierungsrat des Kantons Bern, von 1848 bis 1851 gehörte er dem Nationalrat an.

## Biografie
Der Sohn eines Tischmachers studierte Recht an der Universität Heidelberg. Nachdem er das Anwaltspatent erhalten hatte, arbeitete Kohler im Advokaturbüro Gerwer in Bern. Ab 1823 war er als Prokurator tätig; später eröffnete er eine Kanzlei in Nidau, wo er wie sein Vater vor ihm das Amt des Bürgermeisters ausübte. Kohler vertrat radikalliberale Ansichten. 1831 war er am friedlichen politischen Umsturz im Kanton Bern beteiligt, als die patrizische Regierung abdankte und die Radikalen die Macht übernahmen. Im selben Jahr wurde Kohler in den Grossen Rat gewählt. Dieser wiederum wählte ihn sogleich in den Regierungsrat. Bis zu seinem Rücktritt im Jahr 1840 war er für das Justizwesen und die Polizei zuständig.
Von 1840 bis 1846 amtierte Kohler als Regierungsstatthalter des Amtsbezirks Burgdorf. 1845 gehörte er dem Komitee an, das den zweiten Freischarenzug nach Luzern organisierte. 1846 war er Mitglied des Verfassungsrates, der eine noch liberalere Kantonsverfassung ausarbeitete. Im selben Jahr wurde er zum Präsidenten des Obergerichts ernannt. Kohler kandidierte im Oktober 1848 bei den ersten Nationalratswahlen und wurde im Wahlkreis Oberaargau gewählt. Drei Jahre später verzichtete er auf die Wiederwahl. Als die Konservativen 1850 im Kanton Bern vorübergehend an die Macht gelangten, setzten sie Kohler als Gerichtspräsidenten ab, worauf er eine Weinhandlung gründete. Zwar sass er von 1852 bis 1858 erneut im Grossen Rat, verlor aber rasch an Einfluss.